# Совка c-чёрное
Совка c-чёрное (лат. Xestia c-nigrum) — вид бабочек из семейства совок (Noctuidae). Встречается в Евразии, Африке, Северной Америке. Считается вредителем сельскохозяйственных культур.

## Название
Название вида — Xestia c-nigrum, совка c-чёрное — объясняется тем, что узор на крыльях бабочек напоминает латинскую букву с.
Синонимы латинского названия — Agrotis c-nigrum, Amathes c-nigrum, Graphiphora c-nigrum, Noctua c-nigrum, Phalaena c-nigrum, Rhyacia c-nigrum и др.
В английском языке бабочка называется «setaceous Hebrew character» (буквально «щетинистая еврейская буква»), поскольку чёрный рисунок на её крыльях похож также и на еврейскую букву нун (נ).

## Описание

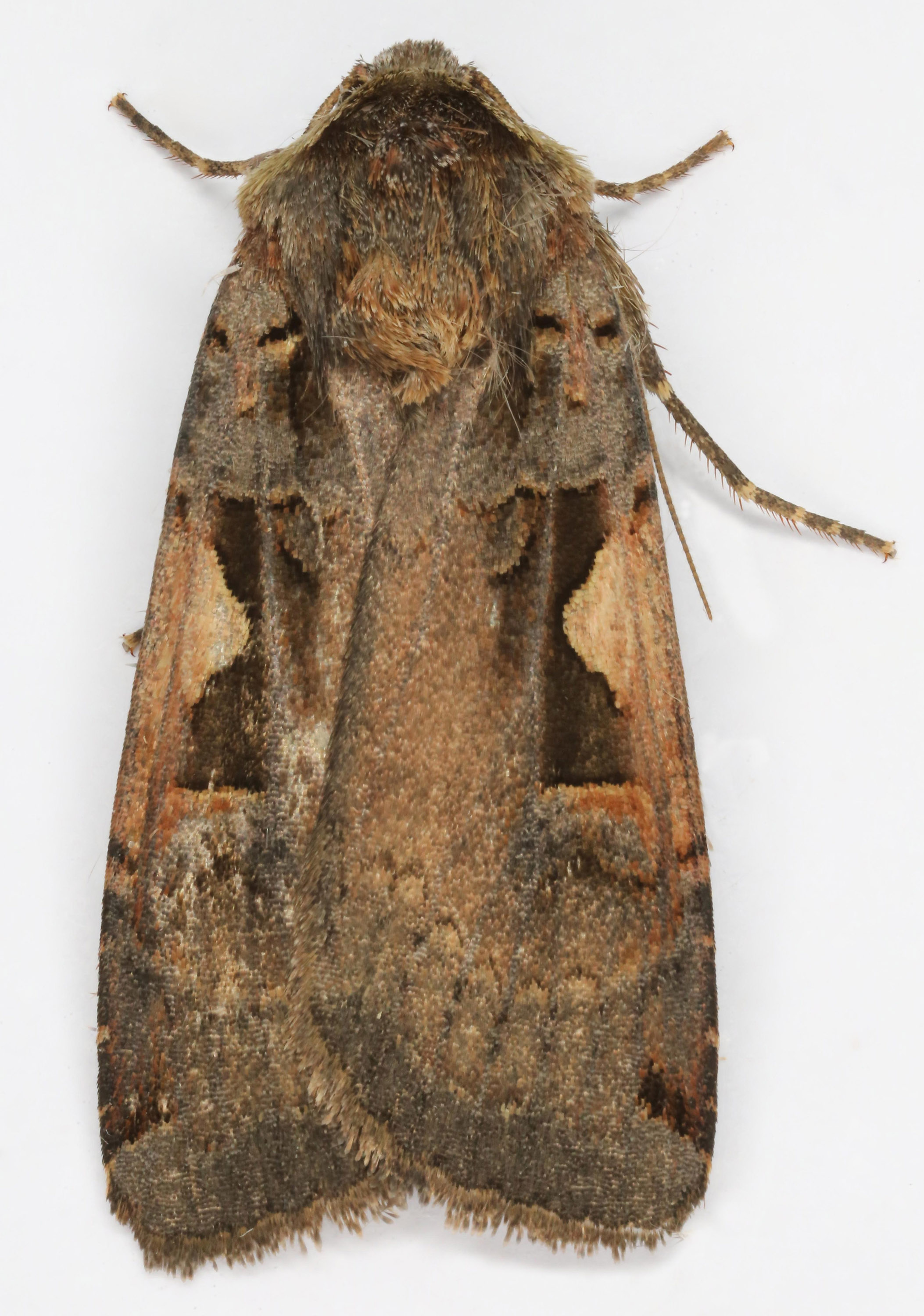

Размах крыльев 34—40 мм (по другим данным — 35-45 или 40-45 мм). Передние крылья красновато-коричневые или серовато-коричневые с фиолетовым оттенком, вплоть до синевато-стального; у переднего края расположено треугольное пятно кремового цвета, окаймлённое чёрным. Задние крылья беловатые или желтоватые с тёмным краем.
Голова и грудь красно-коричневого цвета с отдельными белыми чешуйками; брюшко серо-коричневое.

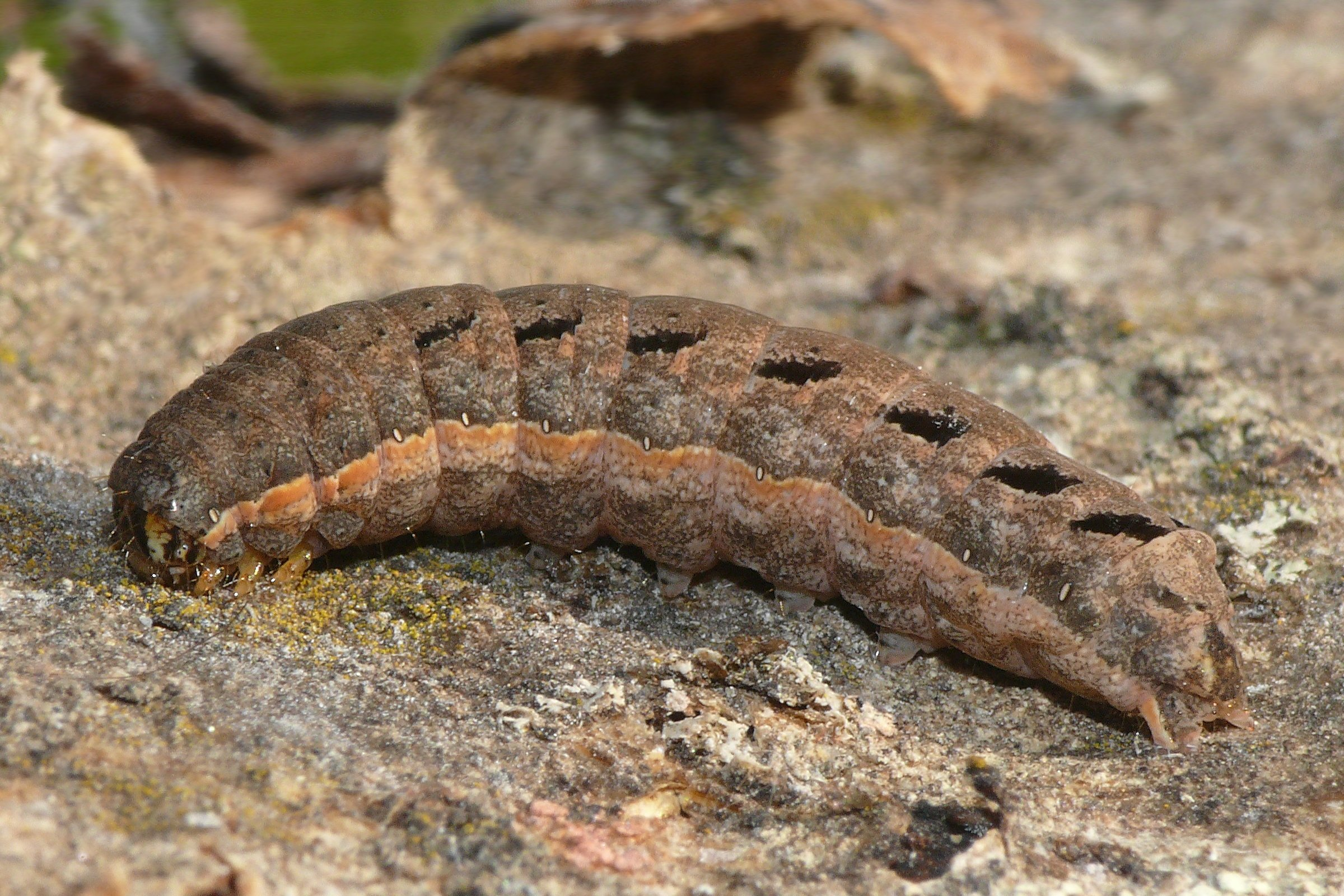
Гусеница совки c-чёрное

Гусеница, длиной до 35-37 мм, изначально имеет зелёную окраску, постепенно становясь зеленовато- или буровато-серой. Боковая линия грязно-жёлтая или оранжевая, на спине заметны косые чёрные штрихи. Голова желтоватая с бурым рисунком.
Куколка коричневая или желтовато-красная, блестящая, длиной до 17 мм; кончик брюшка гладкий с парой изогнутых отростков и четырьмя щетинками.

## Ареал и местообитание
Широко распространённый в Голарктике вид. Встречается в Европе, в лесной зоне Сибири, в Азии (от Индии до Кореи и Японии), а также в Африке и Северной Америке. На территории России присутствует везде кроме Крайнего Севера.
Может обитать во всех ландшафтных зонах за исключением тундры. Предпочитает открытые пространства, но встречается также и в лесах.

## Биология

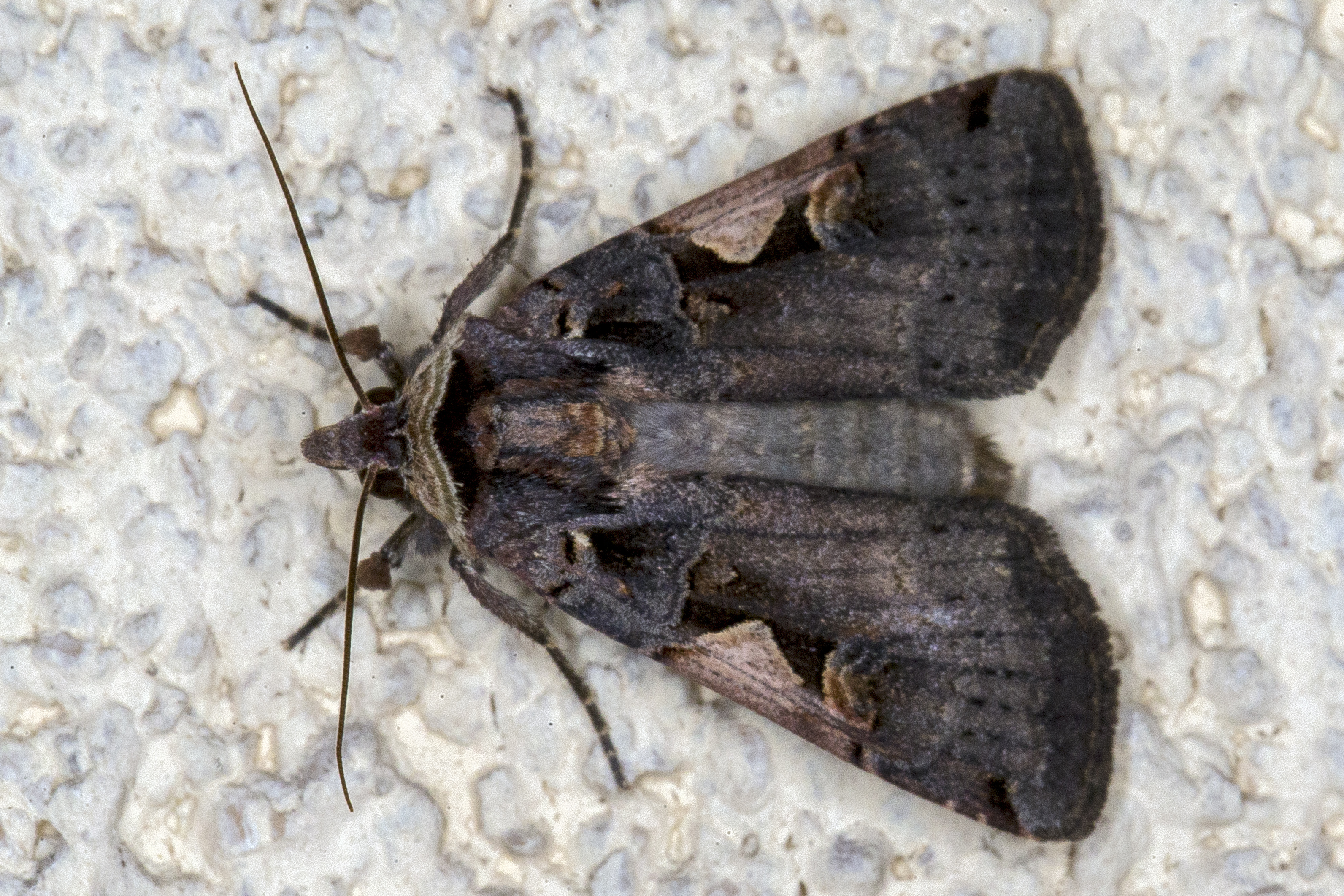

Развивается в одном (на севере ареала), двух (в средней полосе) или трёх (на юге) поколениях. Бабочки летают в мае-июне и августе-сентябре. Зимуют гусеницы, реже куколки, обычно в почве на небольшой глубине или под растительными остатками.
Бабочки откладывают яйца на почву или на нижнюю сторону листьев кормового растения, по одному или группами. Самка откладывает, согласно одним источникам, до 100 яиц, по другим — 800—900. Яйца шарообразной формы, жёлто-серые, диаметром 0,6-0,7 мм.
Гусеницы-полифаги кормятся на травянистых растениях, в первую очередь из семейств Poaceae, Asteraceae, Caprifoliaceae, Rosaceae, Polygonaceae, Caryophillaceae. Встречаются на осоте, молочае, вьюнке, лебеде, кипрее, щавеле, звездчатке, подорожнике, коровяке и пр.. Молодые гусеницы держатся с нижней стороны листьев и активны в дневное время; гусеницы более старших возрастов питаются преимущественно ночью, а днём прячутся в почве или под растениями.

## Хозяйственное значение
Гусеницы совки c-чёрное — широко распространённый вредитель различных сельскохозяйственных культур. Будучи многоядными, они наносят ущерб овощным, зерновым, плодовым и лекарственным культурам. В числе прочего повреждают кукурузу, свёклу, капусту, клевер, люцерну, редис, горох, гречиху, топинамбур, малину, яблони; встречаются на хлопчатниках и виноградниках. Кормящиеся гусеницы объедают листья и верхушки побегов; иногда подгрызают корни.